# 阿拉布卡
46°58′15″N 35°44′25″E / 46.97083°N 35.74028°E
阿拉布卡（烏克蘭語：Арабка）是位於烏克蘭東南部的村莊，由扎波羅熱州梅利托波爾區的米爾內市鎮負責管轄。該村始建於1923年，面積0.46平方公里，海拔高度54米，2001年人口99，人口密度每平方公里217.6人。